# Метросексуал

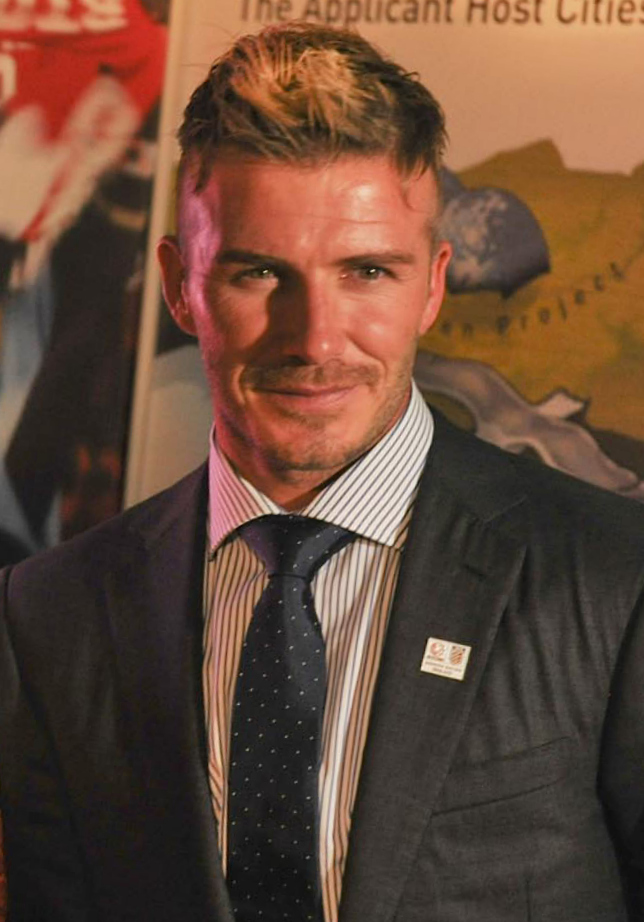
В 2002 году изобретатель термина назвал Дэвида Бекхэма «самым метросексуальным метросексуалом».

Метросексуа́л — неологизм для обозначения современных мужчин любой сексуальной ориентации, которые придают большое значение своей внешности (физическая форма, одежда, аксессуары) и тратят массу времени и денег на совершенствование своего внешнего вида и образа жизни. 
В XIX веке схожий культурный феномен был известен под названиями денди, франт, щёголь, хлыщ.

## Краткие сведения
Метросексуалы не уступают женщинам в заботе о своей внешности, посещают косметические салоны, щепетильно следуют моде. Термин «метросексуал» — противоположность термину «мачо». В обывательской среде метросексуалов порой ошибочно ассоциируют с геями.
Термин «метросексуальность» был придуман в 1994 году британским журналистом Марком Симпсоном, который соединил в одном слове эпитеты «столичный» (англ. metropolitan) и «половой, сексуальный» (англ. sexual). Из самого термина следует, что метросексуальность распространена в мегаполисах, крупных городах с претензией на космополитизм.
В 2000-е явление получило широкое распространение в Азии:
- в Китае таких мужчин называют аймэй наньжэнь (кит. трад. 愛美男人, упр. 爱美男人, пиньинь àiměi nánrén, буквально: «мужчины, любящие красоту»);
- в Корее их называют ккотминам («꽃미남», буквально: мужчина-цветок);
- в Японии была создана сеть салонов красоты для мужчин Dandy House (более 59 салонов), а в крупном торговом центре Токио целый этаж был отдан под мужскую косметику[3].

Позднее появился идеологически противоположный термин — «ретросексуал» — мужчина, придерживающийся консервативных взглядов на отношения с женщинами и мужскую манеру одеваться, а также юберсексуал — что-то среднее между ними.